# Angela Maas
Angela Helena Elisabeth Maria Maas (Utrecht, 9 augustus 1956) is een Nederlands cardioloog en de eerste hoogleraar Cardiologie voor vrouwen in Nederland. Zij is expert in hart- en vaatziekten bij vrouwen en de rol van vrouwelijke hormonen op het vasculaire systeem, en vervult een pioniersfunctie in het onderzoek naar de verschillen tussen mannen- en vrouwenharten. Zelf noemt zij zich "cardiofeminist".

## Leven en werk
Maas studeerde geneeskunde aan de Rijksuniversiteit Groningen. Zij specialiseerde zich in de cardiologie in het Sint Antonius Ziekenhuis. Daarna werkte zij onder meer in de Isalaklinieken in Zwolle en het Radboud UMC in Nijmegen. Zij is een voorvechter van het vrouwvriendelijker maken van de cardiologie. Ook pleit zij, samen met Janneke Wittekoek, voor meer bewustwording van de andere symptomen van hartklachten bij vrouwen, onder vrouwen zelf, onder cardiologen en bij huisartsen. In 2003 begon ze een cardiologisch spreekuur speciaal voor vrouwen. In 2006 promoveerde ze aan de Universiteit Utrecht op onderzoek naar kalkafzettingen in de bloedvaten op mammogrammen. Sinds 2012 is zij hoogleraar cardiologie voor vrouwen aan het Radboud UMC. In 2014 richtte zij het onderzoeksfonds 'Hart voor Vrouwen’ op. Zij doet onder meer onderzoek naar  de spontane coronaire arteriële dissectie (SCAD), een scheur in de kransslagader, die dertig procent van alle hartinfarcten bij vrouwen onder de zestig betreft en gepaard gaat met atypische klachten als moeheid, misselijkheid en een grillig patroon van pijn tussen de schouderbladen. In 2019 schreef zij 'Hart voor vrouwen', waarin zij specifieke hartklachten van vrouwen belicht; in veel literatuur en onderzoek is de standaard anno 2019 nog altijd de man.

## Publicaties (selectie)
- Angela Maas en C. Noel Bairey Merz, Manual Of Gynecardiology - Female-Specific Cardiology, Springer International Publishing Ag (2017), ISBN 9783319549590
- Angela Maas en Toine Lagro-Janssen, Handboek gynaecardiologie, vrouwspecifieke cardiologie in de praktijk, Bohn Stafleu van Loghum (2011), ISBN 9789031387816
- Angela Maas, Hart voor vrouwen, De Arbeiderspers (2019), ISBN 9789029539692

## Nevenfuncties (selectie)
- Reviewer van de Nederlandse Hartstichting & NOW-ZonMw applications
- Medeoprichter van de werkgroep Gender (Nederlandse Vereniging van Cardiologen)
- Redacteur van de cardiologiesectie van het Nederlands Tijdschrift voor Geneeskunde
- Lid van de commissie van Corrie Hermannprijs (VNVA)
- Bestuurslid van het Landelijk Netwerk Vrouwelijke Hoogleraren (LNVH)
- Voorzitter van het vrouwennetwerk voor medisch specialisten
- Lid van het Stichtingsbestuur van tijdschrift Opzij

## Onderscheidingen en prijzen
- Withering Award-werkgroep Cardiology centra Nederland (WCN) (2001)
- Libelle Award (2010)
- Corrie Hermannprijs, Vereniging Nederlandse Vrouwelijke Artsen (2010)
- Opzij top 10, meest invloedrijke arts Nederland (2011-2016)
- Theodor award, radioprogramme OBA-live (2013)
- Hermesdorf-award Radboud University Nijmegen (2014)
- Innovatie Award @VrouwenvanNu (2015)
- Officier in de Orde van Oranje-Nassau (2017)
- Winnaar van de Nationale Wetenschapsquiz (2018)
- Door Opzij uitgeroepen tot meest invloedrijke vrouw van Nederland (2019)
- Voorgedragen als VN vrouwenvertegenwoordiger 2020